# Monolith (Vagn Holmboe)
Monolith (Symfonische metamorfose nr. 2) is een compositie van Vagn Holmboe. Holmboe verwees voor de titel naar een Monoliet.
De metamorfose is Holmboes variant op "Thema met variaties". Daar waar dat genre zich beperkt houdt tot variëren binnen een thema, wilde Holmboe verder gaan; hij wilde dat er een ontwikkeling in zat.  Hij zou verspreid over ongeveer zeventien jaar vier werken schrijven waarin hij "zijn" genre uitdiepte, maar paste de metamorfose ook in andere werken toe.
Deze tweede metamorfose is de kortste van de vier en is een eendelig werk met secties: Allegro con forza - Andante tranquillo – Allegro – Allegro con forza. Bis Records omschreef het werk als onrustig, mede ingegeven vanwege het begin van het werk, het wordt in gang gezet door pauken en percussie. Ook de langzame sectie (andante tranquillo) laat de onrust niet los.
Dirigent Per Dreier gaf leiding aan het Aalborg Symfoniorkester tijdens de première op 9 september 1960.
Orkestratie:
- 3 dwarsfluiten, 2 hobo's, 2 klarinetten, 2 fagotten
- 4 hoorns, 3 trompetten, 3 trombones, 1 tuba
- pauken, 2 man/vrouw percussie, celesta
- violen, altviolen, celli, contrabassen